# Lilla Kullstjärnen
Lilla Kullstjärnen är en sjö i Vansbro kommun i Dalarna och ingår i Dalälvens huvudavrinningsområde.